# 壬生盈子
壬生 盈子（みぶ みつこ、享保13年〈1728年〉 - 寛政8年6月29日〈1796年8月2日〉）は、江戸時代中期の女官。西大路隆業の娘で、壬生盈春の養女。
享保19年（1734年）5月、7歳の時に中御門天皇に召され、同年8月に命婦の筆頭である伊予に任じられ、後桜町天皇の明和元年（1764年）閏12月までその地位にあった。その後、岡局と称して引き続き宮仕えを続けて後進の指導にあたり、後桜町天皇の退位後は仙洞御所に移って中臈となり、少納言局と称した。寛政4年（1792年）に65歳で病気を理由に宮仕えを退いた。寛保3年（1743年）から宝暦9年（1759年）までの日記『伊予日記』が断続的に残されており、命婦の職務の参考とするために一種の備忘として作成されたと推測され、政治的な記述はほとんどないものの、当時の宮廷の女性たちの動向を知る上で貴重な史料となっている。